# Musée Dapper
Musée Dapper je soukromé muzeum v Paříži, které se specializuje na africké umění a na umění Karibiku. Nachází se v ulici Rue Paul-Valéry v 16. obvodu. Muzeum bylo otevřeno v roce 1986. Je pojmenováno po nizozemském humanistovi 17. století Olfertu Dapperovi (1635-1689). Počet návštěvníků za rok se pohybuje 40 000-100 000. Muzeum nemá trvalou expozici, pořádá jen dočasné výstavy.

## Historie
V roce 1983 vznikla v Amsterdamu Nadace Olferta Dappera, kterou inicioval sběratel afrického umění Michel Leveau. Úkolem nadace bylo rozšiřovat znalosti o kultuře subsaharské Afriky, podporovat studie a výzkum v oblasti historie a etnologie a jejich výsledky publikovat. V roce 1984 Michel Leveau a jeho žena Christiane Falgayrettes-Leveau založili ve Francii obecně prospěšnou společnost. V květnu 1986 se Christiane Falgayrettes-Leveau stala ředitelkou nově založeného muzea afrického umění, které se usídlilo na Avenue Victor-Hugo v Paříži v secesním domě, který postavil v roce 1901 architekt Charles Plumet (1861-1928).
Prostory muzea činily jen 500 m2, avšak hned první rok byly uspořádány tři výstavy, dvě v muzeu a třetí o africkém umění v Musée des arts décoratifs. Následovaly další tematické výstavy, z nichž k nejnavštěvovanějším patřily sošky Fangů v roce 1991 (60 000 návštěvníků) a dogonské umění v roce 1994 (100 000 návštěvníků).
V letech 1998-2001 proběhla přestavba, při kterém se rozloha muzeum rozšířila na 2450 m2, a nový vchod byl umístěn do boční ulice Rue Paul-Valéry. Přestavbou byl pověřen architekt Alain Moatti, který navrhl víceúčelový prostor sloužící výstavám a přednáškám, díky sálu s kapacitou 165-190 lidí, doplněný knihkupectvím a kavárnou.
Obnovené muzeum bylo pro návštěvníky otevřeno 30. listopadu 2000. Muzeum začalo nově pořádat také výstavy současných afrických umělců, sochařů i malířů.
Po otevření obdobně zaměřeného Musée du quai Branly v roce 2006 získalo muzeum velkou konkurenci.